# اینتراویا ایرلاینز
اینتراویا ایرلاینز (انگلیسی: Interavia Airlines) شرکت هواپیمایی روس است، که در سال ۱۹۹۸ تأسیس شد.